# Olsen Crags
Die Olsen Crags sind schroffe Kliffs in der antarktischen Ross Dependency. Im Königin-Maud-Gebirge überragen sie ein kleines, aber markantes Massiv an der Ostflanke des Amundsen-Gletschers unmittelbar nördlich des Epler-Gletschers.
Der United States Geological Survey kartierte die Formation anhand eigener Vermessungen und Luftaufnahmen der United States Navy aus den Jahren von 1960 bis 1964. Das Advisory Committee on Antarctic Names benannte sie 1967 nach dem Norweger Karenius Olsen (1890–1973), Schiffskoch auf der Fram bei der Südpolexpedition (1910–1912) des norwegischen Polarforschers Roald Amundsen. Das Komitee wahrte damit die von Amundsen vorgenommene Benennung eines nicht identifizierbaren Bergs in der Umgebung der Kliffs als Mount K. Olsen.